# 樂高迷你人型
樂高迷你人型（英語：Lego minifigure），又稱樂高人偶或樂高人仔，是常見於樂高世界的細小塑膠人偶。大部份樂高玩具都附有迷你人型，有些專為收藏家而出的產品甚至只含有迷你人型。

## 設計
迷你人型的主要零件是：頭、身、手臂、手、腰、腳，另外也可分類為：頭、身、腳。

迷你人型的頭部為圓筒狀，插在人仔身上的「頸」上，故能自由旋轉。迷你人型的「頸」可以也在頭和身之間空出位置，裝上氧氣筒、斗篷、護胸甲等零件。迷你人型的頭上有一粒「飾釘」，可以砌下頭髮、頭盔、帽子等零件。腳部可以向前90度、向後45度旋轉，能夠在一般樂高磚塊上站立或坐下。手部為「C」形，能抓著所有專為迷你人型而設的配件。迷你人型配件超過一百種，包括斧、棒、杯、槍甚至光劍。順帶一提，迷你人型的手也是一粒「飾釘」，故能把樂高積木砌下去，而身體下方的凹槽也可以砌上兩粒「豆豆」。

2003年，肉色迷你人型正式出現（在這之前，除了黑人外所有迷你人型主要都是黃色）。這種迷你人型率先在籃球系列出現，其後樂高公司索性把所有模仿真人的人仔也改成真人的顏色（肉色和啡黑色）。

2001年，樂高公司的生化戰士系列也發展了一套特別的迷你人型，在發展初期，這些迷你人型不能活動，只能裝配武器。但現在，這些生化戰士迷你人型活動手、頭、腰皆能轉動。

## 歷史
在1974年首次發售時，樂高人的比例跟現時的人偶相同。但是，這種迷你人型的關節與壓型不同：它們的手臂是固定在身體而無法活動、它們的腳也是不能活動、而且頭部也沒有圖案。舊式迷你人型的頭部飾物種類較少，常常見是制服帽、豬尾頭髮以及牛仔帽。
首個現代人仔是在1977年發售，當時城堡系列、太空系列和城市系列的迷你人型總共有七種。接著的十一年，迷你人型的面部依然是經典笑臉——兩點作為眼睛以及一彎微笑。1989年，海盜系列推出了新的面部。而且這些迷你人型也出現了類似鐵鈎、木腿等身體零件。
另外在2002至2003年的籃球系列，樂高公司設計了含有彈弓的迷你人型。
直至2003年，樂高公司發售了約三十七億個迷你人型。
為了慶祝歐巴馬上任，在美國加利福尼亞樂高樂園擺放了歐巴馬的迷你人型。